# Le Montat
 Le Montat  (en occitano Lo Montat) es una población y comuna francesa, situada en la región de Mediodía-Pirineos, departamento de Lot, en el distrito de Cahors y cantón de Cahors-Sud.

## Demografía
| 240 | 236 | 348 | 459 | 685 | 774 |
| Para los censos de 1962 a 1999 la población legal corresponde a la población sin duplicidades (Fuente: INSEE [Consultar]) |     |     |     |     |     |